# Spring (Texas)
Spring è un census-designated place degli Stati Uniti d'America situato nella contea di Harris dello Stato del Texas.
La popolazione era di 54.298 persone al censimento del 2010. Fa parte dell'area metropolitana di Houston–The Woodlands–Sugar Land.
Anche se il nome "Spring" si applica a una vasta area del nord della contea di Harris e ad una piccola area del sud della contea di Montgomery, la città originaria di Spring, ora conosciuta come Old Town Spring, si trova all'incrocio delle strade Spring-Cypress e Hardy e comprende una zona relativamente piccola.

## Geografia fisica
Spring è situata a 30°03′15″N 95°23′13″W (30.054127, -95.386991).
Secondo lo United States Census Bureau, ha un'area totale di 23,6 miglia quadrate (61,0 km²), di cui 23,2 miglia quadrate (60,1 km²) di terreno e 0,35 miglia quadrate (0,9 km²), o 1,51%, d'acqua.

## Società

### 2010
Secondo il censimento del 2010 c'erano 54.298 persone, 18.050 nuclei familiari e 14.068 famiglie residenti nella città. La densità di popolazione era di 2.300,8 persone per miglio quadrato (890,1/km²). C'erano 19.191 unità abitative a una densità media di 813,2 per miglio quadrato (314,6/km²). La composizione etnica della città era formata dal 63,8% di bianchi, il 19,5% di afroamericani, lo 0,6% di nativi americani, il 3,1% di asiatici, lo 0,4% di isolani del Pacifico, il 9,3% di altre razze, e il 3,3% di due o più etnie. Ispanici o latinos di qualunque razza erano il 28,4% della popolazione.
Nel 2013 è stata istituita la scuola superiore Piergiorgio Frassati, la prima scuola cattolica della contea di Harris.

### 2000
Secondo il censimento del 2000, c'erano 36.385 persone, 12.302 nuclei familiari e 9.829 famiglie residenti nella città. La densità di popolazione era di 1.520,0 persone per miglio quadrato (586,8/km²). C'erano 12.714 unità abitative a una densità media di 531,1 per miglio quadrato (205,1/km²). La composizione etnica della città era formata dall'83,01% di bianchi, il 6,99% di afroamericani, lo 0,51% di nativi americani, l'1,42% di asiatici, lo 0,13% di isolani del Pacifico, il 5,62% di altre razze, e il 2,31% di due o più etnie. Ispanici o latinos di qualunque razza erano il 16,06% della popolazione.
C'erano 12.302 nuclei familiari di cui il 46,2% aveva figli di età inferiore ai 18 anni, il 62,9% aveva coppie sposate conviventi, il 12,6% aveva un capofamiglia femmina senza marito, e il 20,1% erano non-famiglie. Il 15,4% di tutti i nuclei familiari erano individuali e il 2,8% aveva componenti con un'età di 65 anni o più che vivevano da soli. Il numero di componenti medio di un nucleo familiare era di 2,96 e quello di una famiglia era di 3,30.
La popolazione era composta dal 31,0% di persone sotto i 18 anni, l'8,7% di persone dai 18 ai 24 anni, il 33,8% di persone dai 25 ai 44 anni, il 22,0% di persone dai 45 ai 64 anni, e il 4,5% di persone di 65 anni o più. L'età media era di 32 anni. Per ogni 100 femmine c'erano 95,0 maschi. Per ogni 100 femmine dai 18 anni in giù, c'erano 91,4 maschi.
Il reddito medio di un nucleo familiare era di 56.662 dollari e quello di una famiglia era di 60.934 dollari. I maschi avevano un reddito medio di 42.134 dollari contro i 30.270 dollari delle femmine. Il reddito pro capite era di 21.027 dollari. Circa il 3,1% delle famiglie e il 4,1% della popolazione erano sotto la soglia di povertà, incluso il 4,7% di persone sotto i 18 anni e il 4,5% di persone di 65 anni o più.